# Metzgeria (chi ốc biển)
Metzgeria là một chi ốc biển, là động vật thân mềm chân bụng sống ở biển trong họ Ptychatractidae.

## Các loài
Các loài thuộc chi Metzgeria bao gồm:
- Metzgeria alba (Jeffreys in Wyville-Thomson, 1873)[2]
- Metzgeria californica Dall, 1903[3]
- Metzgeria costata (Dall, 1890)[4]
- Metzgeria gagei Bouchet & Warén, 1985[5]
- Metzgeria montereyana Smith & Gordon, 1948[6]
- Metzgeria problematica (Ponder, 1968)[7]